# Mađarizacija
Mađarizacija označava povijesno provođeno nastojanje kako bi se ne-mađarsko stanovništvo Kraljevine Ugarske silom pretvorilo u dio mađarske nacije.
Mađarizacija je imala za cilj povećavati udio mađarskog stanovništva u Kraljevini Ugarskoj. Prema službenim statistikama udio Mađara narastao je 1780. godine s oko 29 % na 54 % u 1910. godini. Nezadovoljstvo i protivljenje mađarizaciji stanovništva Kraljevine Ugarske bio je 1918. glavni uzrok za raspad Kraljevine Ugarske.
Mađarizacija u strogom smislu počela je oko 1790. i od tada se postupno povećava. Prvi zakon o mađarizaciji usvojen je 1791. (članak 16.) i 1792. (članak 7.). 
Nakon sloma revolucije 1848./1849. za Mađare ona je zaustavljena a ostvarenjem Austro-ugarske nagodbe u vrijeme austrijske monarhije (1867. – 1918.) doživjela je svoj vrhunac.

## Otpor Hrvata
- Otpor mađarizaciji uspješno je pružio Hrvatski ban Josip Jelačić. Doveo je do Hrvatsko-ugarske nagodbe.

## Poveznice
- Mađaroni
- Károly Khuen-Héderváry
- Hrvatski narodni preporod
- Josip Margitaj

## Vanjske poveznice
- skola.sys  Arhivirana inačica izvorne stranice od 17. kolovoza 2014. (Wayback Machine)